# Xyrichtys geisha
 Xyrichtys geisha és una espècie de peix de la família dels làbrids i de l'ordre dels cipriniformes que es troba a l'oest del Pacífic central: des de Guam fins a Saipan.